# Cirrothaumatia
Cirrothaumatia är ett släkte av fjärilar. Cirrothaumatia ingår i familjen vecklare.
Kladogram enligt Catalogue of Life:
| Cirrothaumatia | \| \| Cirrothaumatia tornosema \| \| \| \| \| \| Cirrothaumatia vesta \| \| \| \| |
|                | \| \| Cirrothaumatia tornosema \| \| \| \| \| \| Cirrothaumatia vesta \| \| \| \| |
|                | Cirrothaumatia tornosema                                                          |
|                |                                                                                   |
|                | Cirrothaumatia vesta                                                              |
|                |                                                                                   |